# Paralimnophila (Paralimnophila) irrorata
Paralimnophila (Paralimnophila) irrorata is een tweevleugelige uit de familie steltmuggen (Limoniidae). De soort komt voor in het Neotropisch gebied.